# Álvaro Carvajal y Melgarejo
Álvaro Carvajal y Melgarejo (Madrid, 1872-Montreux, 1955), conocido también por su título nobiliario de marqués del Cenete, fue un político español, diputado y senador en las Cortes de la Restauración.

## Biografía
Nacido el 23 de noviembre de 1872 en Madrid, se licenció en Derecho en la Universidad Central. Al terminar la carrera abrió un bufete en Madrid y ejerció como abogado durante algunos años. Marqués del Cenete, era hijo de los marqueses de Puerto Seguro, nieto del duque de Abrantes y Linares, y sobrino del marqués de Sardoal. Germán Gamazo apoyo su candidatura por el distrito barcelonés de Granollers, con la que obtuvo escaño de diputado. Más adelante, Antonio Maura, cuando era ministro de la Gobernación, le nombró gobernador civil de Toledo. Hacia 1907 era diputado a Cortes por Baza y, más adelante, desde 1908 hasta la dictadura de Primo de Rivera, desempeñó el cargo de senador. Fallecido el 12 de septiembre de 1955 en la localidad suiza de Montreux, fue hermano del también diputado Luis María Carvajal y Melgarejo.